# El general del diablo
El general del diablo es un largometraje alemán en blanco y negro de 1955 basado en el drama homónimo de Carl Zuckmayer con Curd Jürgens en el papel principal.  Marianne Koch, Viktor de Kowa y Karl John interpretaron los papeles secundarios.  La película se realizó en 1954 bajo la dirección de Helmut Käutner, producida por Walter Koppel y Real-Film GmbH. Se estrenó en cines el 23 de febrero de 1955 y se mostró por primera vez en televisión el 24 en abril de 1967, emitido por ZDF.
Fue una de varias películas realizadas en Alemania en la década de 1950 que enfatizaban la resistencia a Hitler entre los generales alemanes en la Segunda Guerra Mundial. Otros incluyeron Canaris; Kinder, Mütter und ein General y Der letzte Akt. La película le transmitió al entusiasmado público alemán una visión positiva de Alemania, basada en un culto a la masculinidad heroica. 

## Trama
Alemania en diciembre de 1941. Durante la Segunda Guerra Mundial, la dirección de las temidas SS buscó la proximidad del famoso general Harras de la Luftwaffe por motivos estratégicos. Es un veterano altamente condecorado de la Primera Guerra Mundial, amigo personal de Hermann Göring y un piloto apasionado. Sin embargo, el cosmopolita y encantador Harras no comparte la ideología de la dictadura nazi y se burla de ella. Sin embargo, el ridículo que cultiva nunca pasa de un nivel que pueda ponerlo en peligro. Aparte de volar, sus únicas adicciones son las mujeres y el alcohol.
En una celebración privada con motivo del gran premio otorgado al coronel Friedrich Eilers, Harras conoce a Dorothea, que sólo tiene 21 años. Los dos inmediatamente se sienten atraídos el uno por el otro. Durante la misma celebración, Gruppenführer Schmidt-Lausitz, intenta convencer a Harras para que se una a las SS. El intento fracasa estrepitosamente, ya que el general Harras lo rechaza con cínico desprecio. Durante la celebración, el Sicherheitsdienst intercepta sus conversaciones con el fabricante de aviones Mohrungen, suegro de Eilers. Se trata de problemas técnicos con un nuevo tipo de bombardero. Esa misma noche ignora las advertencias de su amigo Oderbruch, quien le aconseja huir porque las SS quieren arrestarlo. Harras ignora las advertencias y conduce hasta su apartamento, donde la Gestapo lo arresta inmediatamente. Es encarcelado y se supone que quieren someterlo mediante tortura psicológica. Con ello, las SS también quieren dar ejemplo para que nadie se atreva a resistirse a ellos. La acción de Schmidt-Lausitz es aprobada y avalada personalmente por el Reichsführer-SS Heinrich Himmler. Después de pasar 10 días en prisión sufriendo humillaciones y una recogida fingida para su ejecución, Harras está obviamente destrozado y Schmidt-Lausitz lo libera del cautiverio, aparentemente por casualidad. Sin embargo, Harras se percata de una intriga porque descubre una señal intercambiada en secreto entre Schmidt-Lausitz y el comandante de la prisión Zernick. De regreso al Ministerio del Aire del Reich, se entera de que el Reich le ha declarado la guerra a los Estados Unidos. Ahora se da cuenta de que probablemente la guerra esté perdida. A esto se suman los continuos problemas técnicos con el nuevo tipo de bombardero, que se necesita con urgencia en estos momentos. Schmidt-Lausitz se pone en contacto inmediatamente con Harras y le exige una decisión sobre si Harras se uniría a las SS. Poco después puede reencontrarse con Dorothea, pero tiene que experimentar que el médico judío Rosenfeld, que había tratado con éxito a Harras años atrás después de un accidente y que Harras quería sacar clandestinamente del país, y su esposa se suicidan. Poco después recibe la noticia de que el coronel Eilers se ha estrellado con el nuevo bombardero. Él mismo se encarga de comunicar esta noticia a la viuda. En un debate, ella le pide un comportamiento humano y, por primera vez en mucho tiempo, logra que Harras admita su propia responsabilidad sin cinismo.
Harras decide llegar al fondo de los numerosos accidentes de los nuevos bombarderos. Durante un vuelo de prueba se da cuenta de que su amigo Oderbruch debe estar detrás del sabotaje. Se enfrenta a él y Oderbruch confiesa. Ocultó un peligroso defecto de diseño en los aviones que se estaban probando para que no pudieran usarse para operaciones de primera línea, debilitando así de manera sostenible al régimen Hitler. El accidente de Eilers no era en modo alguno previsible, ya que su escuadrón estaba equipado con el nuevo vehículo en contra de las instrucciones de Oderbruch. Las SS aparecen casi simultáneamente y ocupan el aeródromo. Schmidt-Lausitz exige a Harras nombrar al autor del error de diseño en un plazo de dos horas o a firmar una solicitud de dimisión de todos los cargos, lo que equivaldría a autoincriminarse, ya que se supondría que Harras sabe y encubre lo sucedido. Sin embargo, revelar el defecto de diseño dentro de este período parecería completamente inverosímil y, en última instancia, llevaría al mismo resultado. La oferta anterior de unirse a las SS también es revocada porque, como informa desdeñosamente, Harras ya no puede ser útil para la patria. Luego, Harras confronta a Schmidt-Lausitz con la acusación de que él y otros como él han creado una dictadura inhumana y lo expulsa de la habitación a punta de pistola. En una conversación con Oderbruch, este lo acusa de oportunismo y de traicionar sus propios ideales. Harras reconoce su culpa, asegura a Oderbruch que no será entregado a las SS y firma la solicitud de dimisión. Oderbruch le propone huir a Suiza .Una máquina para escapar está lista para él con el combustible necesario, pero Harras insiste en que debe mantener su pacto fatal con el diablo hasta el amargo final, aunque sólo sea para proteger a sus amigos, especialmente a Oderbruch. Pone en marcha uno de los aviones defectuosos sin permiso y hace que se estrelle contra la torre de control del aeropuerto. Schmidt-Lausitz informa inmediatamente a Himmler que Harras ha muerto durante un vuelo de prueba, tras lo cual el Reichsführer-SS ordena un funeral de estado.

## Elenco
- Curd Jürgens como Harras, cuyo personaje supuestamente está basado en el general de la Luftwaffe alemana Ernst Udet.
- Bum Krüger como Lüttjohann, ayudante de Harras.
- Paul Westermeier como Korrianke, el chófer de Harras.
- Albert Lieven como Friedrich Eilers, coronel y líder de escuadrón.
- Harry Meyen como Hartmann, oficial de la Luftwaffe.
- Hans Daniel como Hastenteuffel, oficial de la Luftwaffe.
- Beppo Brem como Pfundtmayer, oficial de la Luftwaffe.
- Karl Ludwig Diehl como Sigbert von Mohrungen, presidente del departamento de adquisición de materias primas.
- Werner Fuetterer como el barón Pflungk, agregado del Ministerio de Asuntos Exteriores .
- Viktor de Kowa como el Dr. Schmidt-Lausitz, funcionario del Partido Nazi.
- Karl John como Oderbruch, ingeniero del Ministerio del Aire del Reich .
- Erica Balqué como Anne Eilers, esposa de Friedrich Eilers.
- Eva Ingeborg Scholz como Waltraut von Mohrungen, apodada Pützchen, hermana de Anne.
- Camilla Spira como Olivia Geiss, diva.
- Marianne Koch como Diddo Geiss, sobrina de Olivia, interés amoroso del general Harras.
- Ingrid van Bergen como Lyra Schoeppke, llamada "die Tankstelle", que significa "La gasolinera".
- Inge Meysel como la señora Korrianke .
- Joseph Offenbach como Zernick, SS-Hauptsturmführer .
- Wolfgang Neuss como fotógrafo policial.
- Robert Meyn como von Stetten, teniente general.
- Werner Riepel como Kleinschmidt, el chófer de Göring.
- Werner Schumacher como SS-Wachtmeister.
- Wolfried Lier como Herr Detlev, camarero de restaurante. [6]

## Producción

### Rodaje
La locación fueron los estudios Real-Film en Hamburgo-Wandsbek, el rodaje en exteriores tuvo lugar en Hamburgo-Fuhlsbüttel y Berlín. En la película se puede ver al director Helmut Käutner como la sombra de Göring. Fue difícil encontrar aviones viejos adecuados: el Messerschmitt Me 262 del botín de guerra británico inicialmente ofrecido para la película real aún no estaba operativo en 1941.  Sin embargo, Käutner justificó su rechazo de otra manera: “Entonces se pondría en duda toda la película porque entonces la gente diría: 'Si estas maravillosas máquinas se hubieran utilizado a tiempo, habríamos ganado la guerra'”. Finalmente, con la ayuda de la embajada alemana en Estocolmo, se consiguieron tres viejos Ju 86, construidos en 1936.  Estas máquinas bimotores son la versión “K” con motores radiales de gasolina Bristol-Mercury. Esta versión del tipo de avión: parcialmente construido bajo licencia de Saab− fueron utilizados por la Fuerza Aérea Sueca. Las Fuerzas Aéreas consideraban que este modelo no era adecuado para misiones de combate y, por lo tanto, se utilizó principalmente como avión de transporte. El desarrollo del modelo, que ya se consideró un fracaso durante las pruebas, estuvo bajo la responsabilidad de Ernst Udet, por lo que la elección del avión puede considerarse muy apropiada. Las escenas del vuelo de la muerte de Harras muestran un cielo oscuro y nublado para ilustrar la situación desesperada. De hecho, la película se rodó en condiciones de nubosidad y la atmósfera oscura se creó utilizando filtros especiales. 

### Drama
El drama homónimo de Carl Zuckmayer, que escribió durante su exilio en Estados Unidos entre 1943 y 1945, le sirvió de modelo. La figura de Harras está diseñada en honor al aviador y general de la fuerza aérea Ernst Udet, quien oficialmente tuvo un accidente fatal en 1941 mientras probaba un nuevo avión, pero en realidad se pegó un tiro. Udet voló con Hermann Göring en el escuadrón volador de Manfred von Richthofen durante la Primera Guerra Mundial y era amigo de Zuckmayer.  La obra se estrenó en Zúrich en 1946 y en Fráncfort del Meno en 1947.

### Guion y reparto
La trama de la película no es fiel a la original, sino más bien una adaptación libre autorizada por Zuckmayer. Además de la inserción de nuevas escenas, la eliminación de personajes secundarios y la adición de otros, también se cambiaron personajes: El director Schmidt-Lausitz está ahora en pie de igualdad con el general Harras y no es “el poderoso subalterno” de la pieza. Oderbruch no sólo es ingeniero, sino que también participó como aviador en la Primera Guerra Mundial, fue herido y condecorado. Los aviones defectuosos son retenidos y los pilotos de pruebas reciben instrucciones de lanzarse en paracaídas. La máquina con la que sufrió el accidente Friedrich Eilers pertenece a un grupo que pasó al frente en contra de los deseos de Oderbruch y Harras.  En la pieza, sin embargo, se vuelve a encargar una máquina hermana que aún no se ha utilizado.  Oderbruch pilotea uno de los vehículos averiados junto con Harras y evita el accidente. Después del aterrizaje hay una discusión en la que admite que no reportó ningún defecto de diseño en el timón de ajuste.  La afirmación de Käutner para este papel fue: "... cuando Oderbruch aparece en la pantalla, debe ser recibido con una ola de simpatía, independientemente de la fuente."  Originalmente, el papel iba a ser asumido por Dieter Borsche, quien ya había encarnado con éxito en el escenario  a Oderbruch, un “Oderbruch con música house y Hölderlin ”. Sólo después de la cancelación por parte de Borsche, Karl John tuvo una oportunidad. Curd Jürgens, en cambio, como el general Harras, era la elección deseada porque en la imaginación del público encarnaba todas las características de Harras: "Jürgens tiene la magia de la frivolidad que viste a todos los héroes, así como a Egmont. Y además tiene esa dicción celestial berlinesa.” 

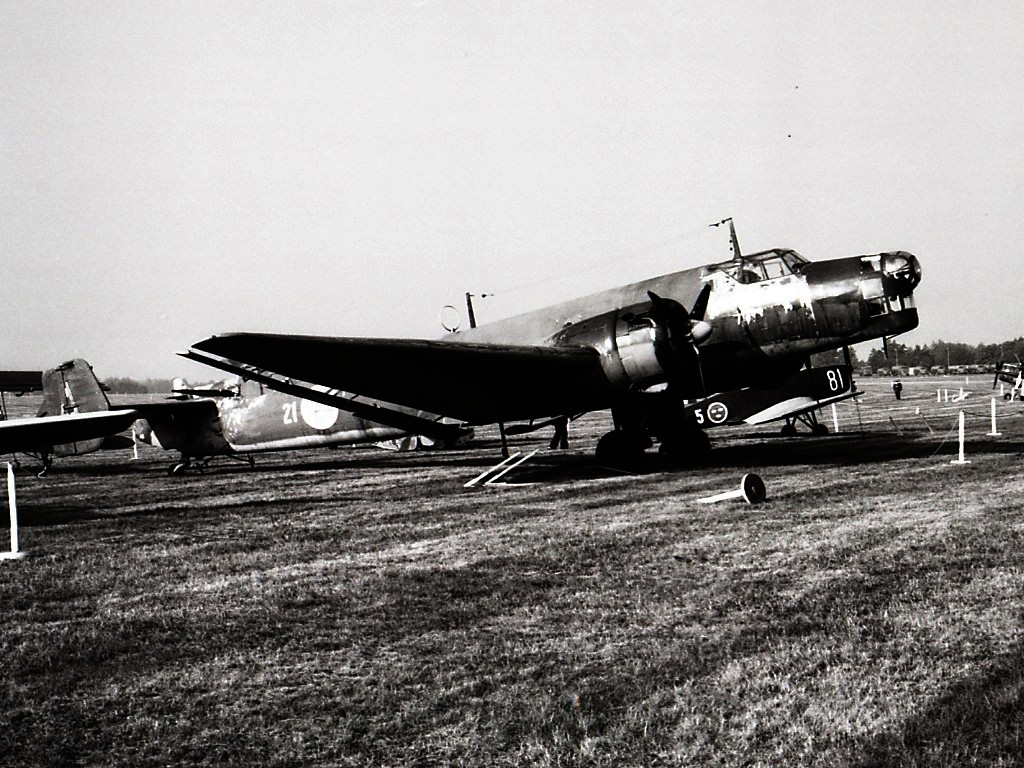
Un Junkers Ju 86 K de la Fuerza Aérea Sueca (foto de 1976)
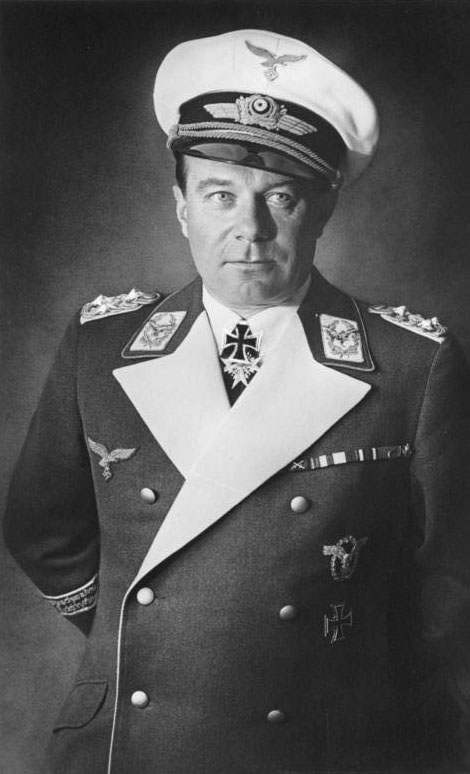
Ernst Udet, el modelo de Harras (1940)
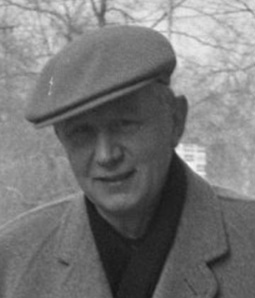
Helmut Kautner 1960
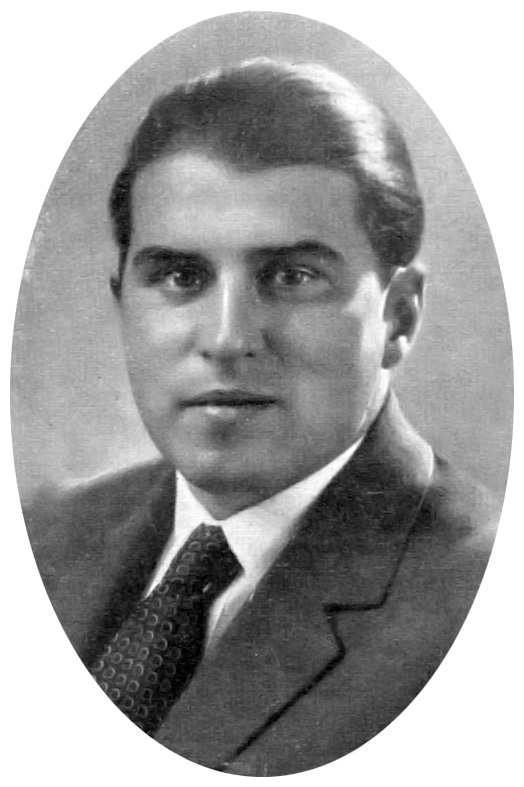
Zuckmayer en una foto de 1920

## Premios
- 1955: Premio Federal de Cine: Cinta cinematográfica de plata para Marianne Koch (Mejor papel secundario femenino) [15]
- 1955: Festival Internacional de Cine de Berlín: Premio David O. Selznick
- 1955: Festival Internacional de Cine de Venecia: Coppa Volpi por Curd Jürgens (Mejor actor) [15]
- 1955: Calificada como “valiosa” por la agencia de clasificación de películas.

## Críticas
La reseña en Die Zeit del 3 de marzo de 1955 enmarca la obra en el contexto histórico posterior a la Segunda Geuerra Mundial "La película de Käutner no pretende ser un rescate para nadie, es un espejo claro en el que debemos mirarnos. Muestra la tragedia que reinó sobre nosotros y continúa brillando hasta nuestro presente."
El Lexikon des internationalen Films se mostró más crítico con respecto a la visión política de la obra: "Adaptación cinematográfica de la obra de Zuckmayer que es formalmente notable pero tiene una dimensión política desactivada, lo que hace más fácil identificarse con el héroe sin pensar. A pesar de la descripción realista del contexto de la época, se trata de una "película de rehabilitación", por lo que resulta bastante ambivalente." 
El Reclams Filmführer equiparó el largometraje con la obra teatral: "El guion no le ha quitado nada a la sustancia crítica del original. Al contrario: 'La película suele diluir su original teatral. Käutner los acribilló» (Gunter Groll). Se han desglosado efectivamente varias escenas y se han agregado otras. Lo más convincente de estos cambios fue la caracterización del oponente Schmidt-Lausitz, a quien ahora se le concedió una inteligencia aguda y una brillante malevolencia." 
El Evangelischer Filmbeobachter indicó la relevancia de la obra pero también sus mimitaciones: "Un documento contemporáneo notable y serio del Tercer Reich basado en la obra homónima de Zuckmayer. Para personas que investigan los antecedentes y hacen más preguntas cuando la película ya no tiene nada que decir." 
Pauline Kael  destacó la actuación de Jurgens y la trama: "Aunque la película es un melodrama de conciencia, gran parte de su impacto deriva de la seguridad sexual de Curt Jurgens en el papel principal. La dirección de Helmut Kautner no es imaginativa, pero es una historia sólida y bien contada, sobre personajes y obstáculos, no hace falta: la película tiene el pulso y la emoción necesarios." 